# (40440) Dobrovský
(40440) Dobrovský ist ein Asteroid des Hauptgürtels, der am 11. September 1999 vom tschechischen Astronomen Petr Pravec und dem slowakischen Astronomen Peter Kušnirák an der Sternwarte Ondřejov (IAU-Code 557) in Ondřejov u Prahy entdeckt wurde. Unbestätigte Sichtungen des Asteroiden hatte es vorher schon am 6. Mai 1992 im Rahmen des Projektes Spacewatch und am 5. September 1999 durch (LONEOS) gegeben.
Der Asteroid gehört zur Eos-Familie, einer Gruppe von Asteroiden, welche typischerweise große Halbachsen von 2,95 bis 3,1 AE aufweisen, nach innen begrenzt von der Kirkwoodlücke der 7:3-Resonanz mit Jupiter, sowie Bahnneigungen zwischen 8° und 12°. Die Gruppe ist nach dem Asteroiden (221) Eos benannt. Es wird vermutet, dass die Familie vor mehr als einer Milliarde Jahren durch eine Kollision entstanden ist.
(40440) Dobrovský wurde am 6. August 2003 nach dem böhmischen Theologen, Philologen und Slawisten Josef Dobrovský (1753–1829) benannt, der als einer der Begründer der modernen tschechischen Schriftsprache gilt.